# Зала (Ријети)
Зала је насеље у Италији у округу Ријети, региону Лацио.
Према процени из 2011. у насељу је живело 53 становника. Насеље се налази на надморској висини од 909 м.